# Campionat d'Europa de bàsquet masculí de 2011
El XXXVII Campionat europeu de bàsquet masculí se celebrà a Lituània entre el 31 d'agost i el 18 de setembre del 2011 sota la denominació Eurobasket 2011.
Un total de 24 països europeus competiren pel títol de campió europeu. Espanya era el vigent campió i defensor del títol.

## Països classificats

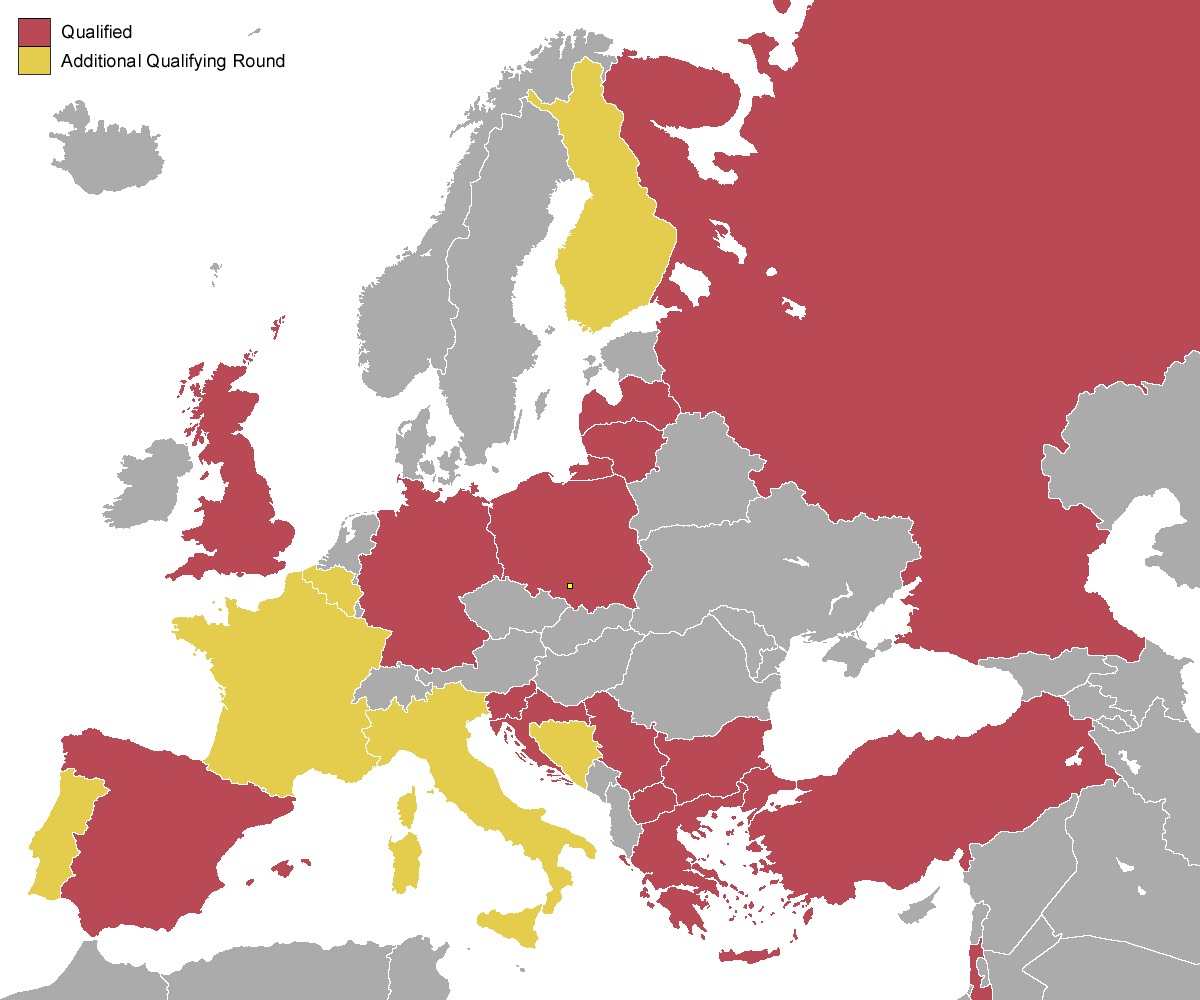
Països classificats automàticament (vermell) i països lluitant per la repesca (groc).

- Lituània - País amfitrió
- Turquia - Medalla de plata a l'últim Mundial
- Sèrbia - Participant en l'últim Mundial
- Espanya - Participant en l'últim Mundial
- Rússia - Participant en l'últim Mundial
- Eslovènia - Participant en l'últim Mundial
- Grècia - Participant en l'últim Mundial
- França - Participant en l'últim Mundial
- Croàcia - Participant en l'últim Mundial
- Alemanya - Participant en l'últim Mundial
- Bèlgica - Ronda de classificació
- Regne Unit - Ronda de classificació
- Israel - Ronda de classificació
- Macedònia del Nord - Ronda de classificació
- Montenegro - Ronda de classificació
- Bòsnia i Hercegovina - Ronda de classificació
- Bulgària - Ronda de classificació
- Geòrgia - Ronda de classificació
- Itàlia - Ronda de classificació
- Letònia - Ronda de classificació
- Polònia - Ronda de classificació
- Ucraïna - Ronda de classificació
- Portugal - Repesca del 24 d'agost del 2011
- Finlàndia - Repesca del 24 d'agost del 2011

## Seus
| Fase          | Ciutat    | Instal·lació   | Capacitat |
| ------------- | --------- | -------------- | --------- |
| Fase de grups | Panevezys | Cido Arena     | 5.656     |
| Fase de grups | Siuliai   | Siuliai Arena  | 5.500     |
| Fase de grups | Alytus    | Alytus Arena   | 5.500     |
| Fase de grups | Klaipeda  | Klaipeda Arena | 5.486     |
| Segona fase   | Vílnius   | Siemens Arena  | 11.000    |
| Fase final    | Kaunas    | Žalgiris Arena | 14.502    |

## Primera ronda

### Grup A
| Equip      | J | G | P | T+  | T-  | DT  | PTS |
| ---------- | - | - | - | --- | --- | --- | --- |
| Espanya    | 5 | 5 | 0 | 404 | 364 | +40 | 9   |
| Lituània   | 5 | 4 | 1 | 429 | 374 | +55 | 9   |
| Turquia    | 5 | 3 | 2 | 385 | 333 | +52 | 8   |
| Regne Unit | 5 | 2 | 3 | 372 | 410 | -38 | 7   |
| Polònia    | 5 | 2 | 3 | 401 | 424 | -23 | 7   |
| Portugal   | 5 | 0 | 5 | 344 | 430 | -86 | 5   |

- Resultats

| Data Hora      | Pista                 | Partit                                                                                           | Partit                              | Partit                                                                                                  | Resultat |
| -------------- | --------------------- | ------------------------------------------------------------------------------------------------ | ----------------------------------- | --- | -------- |
| 31.08.11 15:15 | Cido Arena, Panevezys | Espanya · Pts. Pau Gasol amb 29 · Reb. 2 jugadors amb 7 · Ass. 2 jugadors amb 3                  | 1Q 22-15 2Q 22-16 3Q 17-21 4Q 22-26 | Polònia · Pts. Lukasz Koszarek amb 19 · Reb. Adam Hrycaniuk amb 9 · Ass. Thomas Kelati amb 7            | 83-58    |
| 31.08.11 17:45 | Cido Arena, Panevezys | Turquia · Pts. 2 jugadors amb 14 · Reb. Ersan Ilyasova amb 8 · Ass. Kerem Tunceri amb 6          | 1Q 15-9 2Q 24-18 3Q 25-11 4Q 15-18  | Portugal · Pts. Elvis Evora amb 18 · Reb. Elvis Evora amb 18 · Ass. 2 jugadors amb 3                    | 79-56    |
| 31.08.11 21:00 | Cido Arena, Panevezys | Lituània · Pts. Rimantas Kaukenas amb 16 · Reb. 3 jugadors amb 6 · Ass. Mantas Kalnietis amb 5   | 1Q 19-18 2Q 30-21 3Q 5-18 4Q 26-12  | Regne Unit · Pts. Luol Deng amb 25 · Reb. Luol Deng amb 10 · Ass. Luol Deng amb 4                       | 80-69    |
| 01.09.11 15:15 | Cido Arena, Panevezys | Portugal · Pts. Antonio Tavares amb 17 · Reb. Antonio Tavares amb 7 · Ass. Miguel Minhava amb 5  | 1Q 16-26 2Q 20-27 3Q 16-24 4Q 21-10 | Espanya · Pts. Pau Gasol amb 20 · Reb. Marc Gasol amb 9 · Ass. Rudy Fernández amb 6                     | 73-87    |
| 01.09.11 17:45 | Cido Arena, Panevezys | Regne Unit · Pts. Luol Deng amb 22 · Reb. Luol Deng amb 8 · Ass. Devon van Oostrum amb 2         | 1Q 10-22 2Q 16-22 3Q 17-20 4Q 18-26 | Turquia · Pts. Emir Preldzic amb 15 · Reb. Omer Asik amb 9 · Ass. 2 jugadors amb 6                      | 61-90    |
| 01.09.11 21:00 | Cido Arena, Panevezys | Polònia · Pts. Thomas Kelati amb 16 · Reb. Adam Lapeta amb 6 · Ass. Lukasz Koszarek amb 4        | 1Q 20-25 2Q 18-28 3Q 14-23 4Q 25-21 | Lituània · Pts. Mantas Kalnietis amb 19 · Reb. Ksystof Lavrinovic amb 9 · Ass. Mantas Kalnietis amb6    | 77-97    |
| 02.09.11 15:15 | Cido Arena, Panevezys | Espanya · Pts. Pau Gasol amb 21 · Reb. Marc Gasol amb 11 · Ass. Marc Gasol amb 5                 | 1Q 19-16 2Q 19-16 3Q 22-13 4Q 26-24 | Regne Unit · Pts. Luol Deng amb 17 · Reb. Daniel Clarck amb 12 · Ass. Devon van Oostrum amb 6           | 86-69    |
| 02.09.11 17:45 | Cido Arena, Panevezys | Portugal · Pts. 2 jugadors amb 13 · Reb. Carlos Andrade amb 5 · Ass. Filipe da Silva amb 4       | 1Q 13-10 2Q 23-19 3Q 13-20 4Q 24-32 | Polònia · Pts. Lukasz Koszarek amb 18 · Reb. Pawel Leonczyk amb 9 · Ass. Lukasz Koszarek amb 4          | 73-81    |
| 02.09.11 21:00 | Cido Arena, Panevezys | Turquia · Pts. Ersan Ilyasova amb 20 · Reb. Omer Asik amb 13 · Ass. Hidayet Türkoğlu amb 4       | 1Q 17-19 2Q 18-13 3Q 14-19 4Q 19-24 | Lituània · Pts. Darius Songaila amb 12 · Reb. Robertas Javtokas amb 6 · Ass. Sarunas Jasikevicius amb 7 | 68-75    |
| 04.09.11 15:15 | Cido Arena, Panevezys | Regne Unit · Pts. Luol Deng amb 31 · Reb. Luol Deng amb 10 · Ass. Luol Deng amb 4                | 1Q 16-16 2Q 28-18 3Q 15-11 4Q 26-28 | Portugal · Pts. Carlos Andrade amb 24 · Reb. 2 jugadors amb 10 · Ass. 3 jugadors amb 2                  | 85-73    |
| 04.09.11 17:45 | Cido Arena, Panevezys | Polònia · Pts. Dardan Berisha amb 21 · Reb. Adam Hrycaniuk amb 6 · Ass. Lukasz Koszarek amb 4    | 1Q 17-14 2Q 22-21 3Q 22-27 4Q 23-21 | Turquia · Pts. Enes Kanter amb 19 · Reb. Emir Preldzik amb 7 · Ass. Emir Preldzik amb 4                 | 84-83    |
| 04.09.11 21:00 | Cido Arena, Panevezys | Lituània · Pts. Jonas Valanciunas amb 13 · Reb. Ksystof Lavrinovic amb 8 · Ass. 5 jugadors amb 3 | 1Q 12-31 2Q 24-31 3Q 23-19 4Q 20-10 | Espanya · Pts. Joan Carles Navarro amb 22 · Reb. Serge Ibaka amb 9 · Ass. 5 jugadors amb 4              | 79-91    |
| 05.09.11 15:15 | Cido Arena, Panevezys | Regne Unit · Pts. Luol Deng amb 28 · Reb. Luol Deng amb 14 · Ass. Luol Deng amb 6                | 1Q 18-17 2Q 21-14 3Q 16-25 4Q 33-25 | Polònia · Pts. Dardan Berisha amb 19 · Reb. Adam Hrycaniuk amb 7 · Ass. Lukasz Koszarek amb 8           | 88-81    |
| 05.09.11 17:45 | Cido Arena, Panevezys | Espanya · Pts. Marc Gasol amb 12 · Reb. Serge Ibaka amb 8 · Ass. 2 jugadors amb 3                | 1Q 19-10 2Q 19-25 3Q 17-14 4Q 2-16  | Turquia · Pts. Emir Preldzic amb 18 · Reb. Ersan Ilyasova amb 11 · Ass. Ender Arslan amb 6              | 57-65    |
| 05.09.11 21:00 | Cido Arena, Panevezys | Portugal · Pts. Carlos Andrade amb 16 · Reb. 2 jugadors amb 5 · Ass. Filipe da Silva amb 5       | 1Q 16-28 2Q 19-13 3Q 15-27 4Q 19-30 | Lituània · Pts. 2 jugadors amb 14 · Reb. 2 jugadors amb 7 · Ass. 3 jugadors amb 3                       | 69-98    |

### Grup B
| Equip    | J | G | P | T+  | T-  | DT  | PTS |
| -------- | - | - | - | --- | --- | --- | --- |
| França   | 5 | 5 | 0 | 438 | 391 | +47 | 10  |
| Sèrbia   | 5 | 4 | 1 | 432 | 386 | +46 | 9   |
| Alemanya | 5 | 3 | 2 | 377 | 357 | +20 | 8   |
| Israel   | 5 | 2 | 3 | 399 | 448 | -49 | 7   |
| Itàlia   | 5 | 1 | 4 | 380 | 405 | -25 | 6   |
| Letònia  | 5 | 0 | 5 | 385 | 424 | -39 | 5   |

- Resultats

| Data Hora      | Pista                  | Partit                                                                                              | Partit                                       | Partit                                                                                         | Resultat |
| -------------- | ---------------------- | --------------------------------------------------------------------------------------------------- | -------------------------------------------- | ---------------------------------------------------------------------------------------------- | -------- |
| 31.08.11 15:15 | Siuliai Arena, Siuliai | Sèrbia · Pts. 2 jugadors amb 15 · Reb. Milan Macvan amb 8 · Ass. Milos Teodosic amb 8               | 1Q 10-18 2Q 25-11 3Q 22-24 4Q 23-15          | Itàlia · Pts. Andrea Bargnani amb 22 · Reb. Andrea Bargnani amb 9 · Ass. Marco Belinelli amb 5 | 80-68    |
| 31.08.11 17:45 | Siuliai Arena, Siuliai | França · Pts. Tony Parker amb 31 · Reb. Joakim Noah amb 7 · Ass. Tony Parker amb 7                  | 1Q 18-25 2Q 22-16 3Q 23-18 4Q 26-19          | Letònia · Pts. Janis Blums amb 32 · Reb. Andrejs Selakovsamb 6 · Ass. Janis Blums amb 6        | 89-78    |
| 31.08.11 21:00 | Siuliai Arena, Siuliai | Alemanya · Pts. Dirk Nowitzki amb 25 · Reb. Chris Kaman amb 10 · Ass. Steffen Hamann amb 4          | 1Q 15-14 2Q 25-12 3Q 25-17 4Q 26-21          | Israel · Pts. Guy Pnini amb 20 · Reb. Lior Eliyahu amb 6 · Ass. Yogev Ohayon amb 3             | 91-64    |
| 01.09.11 15:15 | Siuliai Arena, Siuliai | Letònia · Pts. Rolands Freimanis amb 19 · Reb. Rolands Freimanis amb 8 · Ass. 3 jugadors amb 3      | 1Q 7-23 2Q 26-15 3Q 25-32 4Q 19-22           | Sèrbia · Pts. Nenad Krstic amb 23 · Reb. Marko Keselj amb 6 · Ass. Milos Teodosic amb 9        | 77-92    |
| 01.09.11 17:45 | Siuliai Arena, Siuliai | Israel · Pts. 2 jugadors amb 15 · Reb. 2 jugadors amb 4 · Ass. Gal Mekel amb 3                      | 1Q 14-24 2Q 21-18 3Q 13-22 4Q 20-21          | França · Pts. Tony Parker amb 21 · Reb. Joakim Noah amb 9 · Ass. Tony Parker amb 8             | 68-85    |
| 01.09.11 21:00 | Siuliai Arena, Siuliai | Itàlia · Pts. Danilo Gallinari amb 17 · Reb. Danilo Gallinari amb 11 · Ass. Marco Belinelli amb 4   | 1Q 18-16 2Q 12-20 3Q 15-10 4Q 17-30          | Alemanya · Pts. Dirk Nowitzki amb 21 · Reb. Chris Kaman amb 17 · Ass. Heiko Schaffartzik amb 5 | 62-76    |
| 02.09.11 15:15 | Siuliai Arena, Siuliai | Sèrbia · Pts. Dusko Savanovic amb 24 · Reb. 4 jugadors amb 7 · Ass. Milos Teodosic amb 5            | 1Q 22-25 2Q 13-16 3Q 23-23 4Q 31-16          | Israel · Pts. Yotam Halperin amb 18 · Reb. Elishay Kadir amb 10 · Ass. Afik Nissim amb 9       | 89-80    |
| 02.09.11 17:45 | Siuliai Arena, Siuliai | Letònia · Pts. Rihards Kuksiks amb 19 · Reb. Janis Strelnieks amb 8 · Ass. Janis Strelnieks amb 4   | 1Q 21-18 2Q 12-13 3Q 20-24 4Q 9-16           | Itàlia · Pts. Andrea Bargnani amb 36 · Reb. 2 jugadors amb 9 · Ass. Stefano Mancinelli amb 3   | 62-71    |
| 02.09.11 21:00 | Siuliai Arena, Siuliai | França · Pts. Tony Parker amb 32 · Reb. Joakim Noah amb 7 · Ass. Tony Parker amb 6                  | 1Q 12-16 2Q 17-12 3Q 29-12 4Q 18-25          | Alemanya · Pts. Dirk Nowitzki amb 20 · Reb. Dirk Nowitzki amb 6 · Ass. 2 jugadors amb 3        | 76-65    |
| 04.09.11 15:15 | Siuliai Arena, Siuliai | Israel · Pts. Lior Eliyahu amb 26 · Reb. Lior Eliyahu amb 10 · Ass. Gal Mekel amb 4                 | 1Q 23-22 2Q 24-23 3Q 19-22 4Q 25-21          | Letònia · Pts. Janis Blums amb 27 · Reb. Andrejs Selakovs amb 9 · Ass. Janis Blums amb 6       | 91-88    |
| 04.09.11 17:45 | Siuliai Arena, Siuliai | Itàlia · Pts. Andrea Bargnani amb 22 · Reb. 2 jugadors amb 5 · Ass. Daniel Hackett amb 5            | 1Q 23-20 2Q 25-21 3Q 19-19 4Q 17-31          | França · Pts. Boris Diaw amb 21 · Reb. Joakim Noah amb 7 · Ass. 2 jugadors amb 4               | 84-91    |
| 04.09.11 21:00 | Siuliai Arena, Siuliai | Alemanya · Pts. Dirk Nowitzki amb 25 · Reb. Chris Kaman amb 11 · Ass. 3 jugadors amb 2              | 1Q 10-17 2Q 18-21 3Q 13-19 4Q 23-18          | Sèrbia · Pts. Dusko Savanovic amb 18 · Reb. 2 jugadors amb 9 · Ass. Milos Teodosic amb 9       | 64-75    |
| 05.09.11 15:15 | Siuliai Arena, Siuliai | Israel · Pts. Guy Pnini amb 22 · Reb. Lior Eliyahu amb 7 · Ass. Yotam Halperin amb 5                | 1Q 27-26 2Q 22-15 3Q 30-19 4Q 5-24 OT 12-11  | Itàlia · Pts. Andrea Bargnani amb 26 · Reb. Andrea Bargnani amb 11 · Ass. Daniel Hackett amb 5 | 96-95    |
| 05.09.11 17:45 | Siuliai Arena, Siuliai | Letònia · Pts. Rihards Kuksiks amb 27 · Reb. Rolands Freimanis amb 7 · Ass. Edgars Jeromanovs amb 4 | 1Q 14-15 2Q 19-18 3Q 15-23 4Q 32-25          | Alemanya · Pts. 5 jugadors amb 11 · Reb. Chris Kaman amb 7 · Ass. Heiko Schaffartzik amb 10    | 80-81    |
| 05.09.11 21:00 | Siuliai Arena, Siuliai | Sèrbia · Pts. Marko Keselj amb 25 · Reb. 2 jugadors amb 5 · Ass. Milos Teodosic amb 7               | 1Q 25-24 2Q 16-19 3Q 23-19 4Q 16-18 OT 16-17 | França · Pts. Tony Parker amb 24 · Reb. Joakim Noah amb 9 · Ass. Boris Diaw amb 5              | 96-97    |

### Grup C
| Equip                | J | G | P | T+  | T-  | DT  | PTS |
| -------------------- | - | - | - | --- | --- | --- | --- |
| Macedònia del Nord   | 5 | 4 | 1 | 362 | 337 | +45 | 9   |
| Grècia               | 5 | 4 | 1 | 360 | 324 | +36 | 9   |
| Finlàndia            | 5 | 2 | 3 | 373 | 366 | +7  | 7   |
| Croàcia              | 5 | 2 | 3 | 396 | 404 | -8  | 7   |
| Bòsnia i Hercegovina | 5 | 2 | 3 | 380 | 409 | -29 | 7   |
| Montenegro           | 5 | 1 | 4 | 357 | 388 | -31 | 6   |

- Resultats

| Data Hora      | Pista                | Partit | Partit                                     | Partit | Resultat |
| -------------- | -------------------- | --- | ------------------------------------------ | --- | -------- |
| 31.08.11 15:30 | Alytus Arena, Alytus | Montenegro · Pts. Vladimir Dasic amb 20 · Reb. Vladimir Dasic amb 16 · Ass. 2 jugadors amb 4                 | 1Q 15-14 2Q 10-16 3Q 24-19 4Q 12-12 OT 9-4 | Macedònia del Nord · Pts. Bo McCalebb amb 17 · Reb. Predrag Samardziski amb 11 · Ass. Bo McCalebb amb 4        | 70-65    |
| 31.08.11 18:00 | Alytus Arena, Alytus | Grècia · Pts. 2 jugadors amb 13 · Reb. Kostas Koufos amb 10 · Ass. Nikólaos Zisis amb 4                      | 1Q 15-17 2Q 16-17 3Q 24-15 4Q 21-18        | Bòsnia i Hercegovina · Pts. Elmedin Kikanovic amb 15 · Reb. Henry Domercant amb 6 · Ass. Sasa Vasiljevic amb 5 | 76-67    |
| 31.08.11 21:00 | Alytus Arena, Alytus | Croàcia · Pts. Bojan Bogdanovic amb 27 · Reb. Ante Tomic amb 8 · Ass. 3 jugadors amb 3                       | 1Q 25-26 2Q 16-17 3Q 19-13 4Q 24-23        | Finlàndia · Pts. Petteri Koponen amb 14 · Reb. Tuukka Kotti amb 9 · Ass. Petteri Koponen amb 6                 | 84-79    |
| 01.09.11 15:30 | Alytus Arena, Alytus | Bòsnia i Hercegovina · Pts. Mirza Teletovic amb 23 · Reb. Sasa Vasiljevic amb 6 · Ass. Nihad Dedovic amb 5   | 1Q 25-19 2Q 23-22 3Q 19-27 4Q 27-18        | Montenegro · Pts. 2 jugadors amb 16 · Reb. Vladimir Dasic amb 11 · Ass. Vladimir Dasic amb 7                   | 94-86    |
| 01.09.11 18:00 | Alytus Arena, Alytus | Finlàndia · Pts. Petteri Koponen amb 21 · Reb. Tuukka Kotti amb 4 · Ass. Teemu Rannikko amb 4                | 1Q 14-20 2Q 18-21 3Q 12-16 4Q 17-24        | Grècia · Pts. Giannis Burusis amb 19 · Reb. Giannis Burusis amb 10 · Ass. Vasilis Xanthopoulos amb 6           | 61-81    |
| 01.09.11 21:00 | Alytus Arena, Alytus | Macedònia del Nord · Pts. Bo McCalebb amb 19 · Reb. Todor Gecevski amb 8 · Ass. Bo McCalebb amb 5            | 1Q 21-18 2Q 16-23 3Q 23-21 4Q 18-14        | Croàcia · Pts. Dontaye Draper amb 13 · Reb. Ante Tomic 7 · Ass. Dontaye Draper amb 6                           | 78-76    |
| 03.09.11 15:30 | Alytus Arena, Alytus | Finlàndia · Pts. Mikko Koivisto amb 17 · Reb. Sasu Salin amb 7 · Ass. Teemu Rannikko amb 6                   | 1Q 24-20 2Q 18-18 3Q 34-18 4Q 16-8         | Bòsnia i Hercegovina · Pts. Henry Domercant amb 25 · Reb. Mirza Teletovic amb 6 · Ass. Sasa Vasiljevic amb 4   | 92-64    |
| 03.09.11 18:00 | Alytus Arena, Alytus | Grècia · Pts. Andonis Fotsis amb 16 · Reb. Giannis Burusis amb 10 · Ass. 2 jugadors amb 4                    | 1Q 18-16 2Q 11-14 3Q 18-20 4Q 11-22        | Macedònia del Nord · Pts. Bo McCalebb amb 27 · Reb. Pero Antic amb 8 · Ass. Bo McCalebb amb 4                  | 58-72    |
| 03.09.11 21:00 | Alytus Arena, Alytus | Croàcia · Pts. Ante Tomic amb 26 · Reb. Ante Tomic amb 8 · Ass. Dontaye Draper amb 12                        | 1Q 24-16 2Q 22-26 3Q 21-18 4Q 20-21        | Montenegro · Pts. Goran Jeretin amb 18 · Reb. 2 jugadors amb 6 · Ass. Omar Cook amb 8                          | 87-81    |
| 04.09.11 15:30 | Alytus Arena, Alytus | Macedònia del Nord · Pts. Bo McCalebb amb 18 · Reb. Pero Antic amb 19 · Ass. 2 jugadors amb 4                | 1Q 20-21 2Q 18-19 3Q 16-18 4Q 18-12        | Finlàndia · Pts. 2 jugadors amb 11 · Reb. Tuukka Kotti amb 5 · Ass. Teemu Rannikko amb 10                      | 72-70    |
| 04.09.11 18:00 | Alytus Arena, Alytus | Montenegro · Pts. Nikola Pekovic amb 15 · Reb. Nikola Pekovic amb 7 · Ass. Goran Jeretin amb 3               | 1Q 18-21 2Q 13-11 3Q 10-26 4Q 14-13        | Grècia · Pts. Kosta Koufos amb 19 · Reb. Michael Bramos amb 9 · Ass. Nick Calathes amb 6                       | 55-71    |
| 04.09.11 21:00 | Alytus Arena, Alytus | Bòsnia i Hercegovina · Pts. Mirza Teletovic amb 26 · Reb. Mirza Teletovic amb 9 · Ass. Sasa Vasiljevic amb 7 | 1Q 28-28 2Q 15-8 3Q 21-23 4Q 28-21         | Croàcia · Pts. Ante Tomic amb 23 · Reb. Dontaye Draper amb 6 · Ass. Dontaye Draper amb 9                       | 92-80    |
| 05.09.11 15:30 | Alytus Arena, Alytus | Finlàndia · Pts. Gerald Lee amb 12 · Reb. 2 jugadors amb 8 · Ass. 2 jugadors amb 4                           | 1Q 25-14 2Q 11-26 3Q 21-14 4Q 14-11        | Montenegro · Pts. Nikola Pekovic · Reb. Vladimir Mihailovic amb 7 · Ass. Vladimir Mihailovic amb 4             | 71-65    |
| 05.09.11 18:00 | Alytus Arena, Alytus | Grècia · Pts. 2 jugadors amb 17 · Reb. Nick Calathes amb 8 · Ass. 2 jugadors amb 4                           | 1Q 25-13 2Q 19-14 3Q 14-18 4Q 16-24        | Croàcia · Pts. 2 jugadors amb 14 · Reb. Luksa Andric amb 8 · Ass. Dontaye Draper amb 5                         | 74-69    |
| 05.09.11 21:00 | Alytus Arena, Alytus | Macedònia del Nord · Pts. Bo McCalebb amb 22 · Reb. Pero Antic amb 14 · Ass. Vlado Ilievski amb 7            | 1Q 16-17 2Q 19-21 3Q 18-9 4Q 22-16         | Bòsnia i Hercegovina · Pts. Nihad Dedovic amb 15 · Reb. 2 jugadors amb 7 · Ass. Sasa Vasiljevic amb 7          | 75-63    |

### Grup D
| Equip     | J | G | P | T+  | T-  | DT  | PTS |
| --------- | - | - | - | --- | --- | --- | --- |
| Rússia    | 5 | 5 | 0 | 371 | 321 | +50 | 10  |
| Eslovènia | 5 | 4 | 1 | 356 | 324 | +32 | 9   |
| Geòrgia   | 5 | 2 | 3 | 352 | 343 | +9  | 7   |
| Bulgària  | 5 | 2 | 3 | 339 | 357 | -18 | 7   |
| Ucraïna   | 5 | 2 | 3 | 322 | 327 | -5  | 7   |
| Bèlgica   | 5 | 0 | 5 | 304 | 372 | -68 | 5   |

- Resultats

| Data Hora      | Pista                    | Partit                                                                                                   | Partit                              | Partit                                                                                            | Resultat |
| -------------- | ------------------------ | --- | ----------------------------------- | ------------------------------------------------------------------------------------------------- | -------- |
| 31.08.11 15:30 | Klaipeda Arena, Klaipeda | Bèlgica · Pts. Christophe Beghin amb 13 · Reb. Christophe Beghin amb 6 · Ass. 2 jugadors amb 4           | 1Q 11-20 2Q 13-17 3Q 18-21 4Q 17-23 | Geòrgia · Pts. Zaza Pachulia amb 16 · Reb. Víktor Sanikidze amb 11 · Ass. 3 jugadors amb 4        | 59-81    |
| 31.08.11 18:00 | Klaipeda Arena, Klaipeda | Eslovènia · Pts. Erazem Lorbek amb 18 · Reb. Erazem Lorbek amb 9 · Ass. Goran Dragic amb 6               | 1Q 17-13 2Q 12-12 3Q 18-15 4Q 20-19 | Bulgària · Pts. Earl Rowland amb 20 · Reb. Deyan Ivanov amb 11 · Ass. Deyan Ivanov amb 2          | 67-59    |
| 31.08.11 21:00 | Klaipeda Arena, Klaipeda | Rússia · Pts. Andrei Kirilenko amb 20 · Reb. Andrei Kirilenko amb 11 · Ass. Víktor Khriapa amb 4         | 1Q 15-11 2Q 13-13 3Q 25-26 4Q 20-14 | Ucraïna · Pts. Serhí Lisxuk amb 13 · Reb. Oleksiy Pecherov amb 9 · Ass. Stiven Bertt amb 6        | 73-64    |
| 01.09.11 15:30 | Klaipeda Arena, Klaipeda | Bulgària · Pts. E.J. Rowland amb 22 · Reb. Filip Videnov amb 8 · Ass. E.J. Rowland amb 2                 | 1Q 14-13 2Q 18-20 3Q 24-19 4Q 12-13 | Bèlgica · Pts. Sam van Rossom amb 17 · Reb. T. van der Spiegel amb 8 · Ass. Dimitri Lauwers amb 4 | 68-65    |
| 01.09.11 18:00 | Klaipeda Arena, Klaipeda | Geòrgia · Pts. Manuchar Markoishvili amb 21 · Reb. Víktor Sanikidze amb 8 · Ass. Giorgi Tsintsadze amb 3 | 1Q 16-20 2Q 11-20 3Q 18-12 4Q 13-13 | Rússia · Pts. Andrei Kirilenko amb 20 · Reb. Víktor Khriapa amb 6 · Ass. Víktor Khriapa amb 7     | 58-65    |
| 01.09.11 21:00 | Klaipeda Arena, Klaipeda | Ucraïna · Pts. Stiven Bertt amb 14 · Reb. Serhí Lisxuk amb 5 · Ass. Stiven Bertt amb 5                   | 1Q 12-18 2Q 8-23 3Q 18-16 4Q 26-11  | Eslovènia · Pts. Mirza Begić amb 14 · Reb. 2 jugadors amb 7 · Ass. Jaka Lakovic amb 6             | 64-68    |
| 03.09.11 15:30 | Klaipeda Arena, Klaipeda | Ucraïna · Pts. Oleksandr Kolchenko amb 18 · Reb. Viacheslav Kravtsov amb 10 · Ass. Stiven Bertt amb 4    | 1Q 16-14 2Q 18-11 3Q 19-13 4Q 14-18 | Bulgària · Pts. 2 jugadors amb 10 · Reb. 2 jugadors amb 8 · Ass. E.J. Rowland amb 5               | 67-56    |
| 03.09.11 18:00 | Klaipeda Arena, Klaipeda | Eslovènia · Pts. Jaka Lakovic amb 22 · Reb. Erazem Lorbek amb 6 · Ass. Goran Dragic amb 5                | 1Q 15-25 2Q 25-15 3Q 19-18 4Q 28-17 | Geòrgia · Pts. Zaza Pachulia amb 22 · Reb. Tornike Shengelia amb 7 · Ass. Giorgi Tsintsadze amb 6 | 87-75    |
| 03.09.11 21:00 | Klaipeda Arena, Klaipeda | Rússia · Pts. Vitali Fridzon amb 22 · Reb. Víktor Khriapa amb 10 · Ass. Serguei Bíkov amb 7              | 1Q 21-16 2Q 16-16 3Q 20-16 4Q 22-10 | Bèlgica · Pts. Marcus Faison amb 14 · Reb. Maxime de Zeeuw amb 12 · Ass. 3 jugadors amb 2         | 79-58    |
| 04.09.11 15:30 | Klaipeda Arena, Klaipeda | Geòrgia · Pts. 2 jugadors amb 14 · Reb. Víktor Sanikidze amb 12 · Ass. Manuchar Markoishvili amb 5       | 1Q 10-17 2Q 20-16 3Q 21-11 4Q 18-9  | Ucraïna · Pts. 2 jugadors amb 11 · Reb. 3 jugadors amb 4 · Ass. 2 jugadors amb 5                  | 69-53    |
| 04.09.11 18:00 | Klaipeda Arena, Klaipeda | Bulgària · Pts. Deyan Ivanov amb 23 · Reb. Kaloyan Ivanov amb 8 · Ass. E.J. Rowland amb 4                | 1Q 18-23 2Q 20-19 3Q 21-25 4Q 18-22 | Rússia · Pts. Andrei Kirilenko amb 25 · Reb. 3 jugadors amb 5 · Ass. Víktor Khriapa amb 8         | 77-89    |
| 04.09.11 21:00 | Klaipeda Arena, Klaipeda | Bèlgica · Pts. T. van der Spiegel amb 16 · Reb. T. van der Spiegel amb 7 · Ass. Sam van Rossom amb 7     | 1Q 15-14 2Q 15-15 3Q 17-21 4Q 14-20 | Eslovènia · Pts. Goran Dragic amb 18 · Reb. Mirza Begic amb 7 · Ass. 3 jugadors amb 3             | 61-70    |
| 05.09.11 15:30 | Klaipeda Arena, Klaipeda | Geòrgia · Pts. Víktor Sanikidze amb 18 · Reb. Víktor Sanikidze amb 9 · Ass. 2 jugadors amb 3             | 1Q 15-19 2Q 22-15 3Q 18-18 4Q 14-27 | Bulgària · Pts. Earl Rowland amb 25 · Reb. Kaloyan Ivanov amb 9 · Ass. Filip Videnov amb 7        | 69-79    |
| 05.09.11 18:00 | Klaipeda Arena, Klaipeda | Eslovènia · Pts. Erazem Lorbek amb 14 · Reb. Uros Slokar amb 9 · Ass. Erazem Lorbek amb 5                | 1Q 19-16 2Q 21-18 3Q 15-19 4Q 9-12  | Rússia · Pts. A. Vorontsévitx amb 18 · Reb. Serguei Mónia amb 7 · Ass. Serguei Bíkov amb 5        | 64-65    |
| 05.09.11 21:00 | Klaipeda Arena, Klaipeda | Ucraïna · Pts. Oleksiy Pecherov amb 15 · Reb. Viacheslav Kravtsov amb 16 · Ass. Denys Lukashov amb 6     | 1Q 13-16 2Q 30-10 3Q 13-13 4Q 18-22 | Bèlgica · Pts. Sam van Rossom amb 17 · Reb. Maxime de Zeeuw amb 6 · Ass. Dimitri Lauwers amb 6    | 74-61    |

## Segona ronda

### Grup E
| Equip    | J | G | P | T+  | T-  | DT  | PTS |
| -------- | - | - | - | --- | --- | --- | --- |
| Espanya  | 5 | 4 | 1 | 405 | 340 | +65 | 9   |
| França   | 5 | 4 | 1 | 383 | 388 | +5  | 9   |
| Lituània | 5 | 3 | 2 | 405 | 397 | +8  | 8   |
| Sèrbia   | 5 | 2 | 3 | 388 | 412 | -24 | 7   |
| Alemanya | 5 | 1 | 4 | 345 | 379 | -34 | 6   |
| Turquia  | 5 | 1 | 4 | 331 | 341 | -10 | 6   |

- Resultats

| Data Hora      | Pista                  | Partit                                                                                                 | Partit                              | Partit                                                                                         | Resultat |
| -------------- | ---------------------- | --- | ----------------------------------- | ---------------------------------------------------------------------------------------------- | -------- |
| 07.09.11 15:30 | Siemens Arena, Vílnius | Alemanya · Pts. Dirk Nowitzki amb 19 · Reb. Chris Kaman amb 12 · Ass. Heiko Schaffartzik amb 3         | 1Q 15-16 2Q 18-20 3Q 22-20 4Q 13-21 | Espanya · Pts. Marc Gasol amb 24 · Reb. Pau Gasol amb 7 · Ass. 2 jugadors amb 5                | 68-77    |
| 07.09.11 18:00 | Siemens Arena, Vílnius | Turquia · Pts. Hidayet Türkoğlu amb 13 · Reb. Omer Asik amb 11 · Ass. Kerem Tunceri amb 3              | 1Q 14-12 2Q 13-19 3Q 17-26 4Q 20-11 | França · Pts. Tony Parker amb 20 · Reb. Tony Parker amb 6 · Ass. Tony Parker amb 5             | 64-68    |
| 07.09.11 21:00 | Siemens Arena, Vílnius | Sèrbia · Pts. Nenad Krstic amb 21 · Reb. 4 jugadors amb 4 · Ass. Aleksandar Rasic amb 4                | 1Q 24-26 2Q 20-28 3Q 24-24 4Q 22-22 | Lituània · Pts. Mantas Kalnietis amb 19 · Reb. Paulius Jankunas amb 7 · Ass. 2 jugadors amb 7  | 90-100   |
| 09.09.11 15:30 | Siemens Arena, Vílnius | Espanya · Pts. Pau Gasol amb 26 · Reb. Marc Gasol amb 10 · Ass. Joan Carles Navarro amb 5              | 1Q 23-14 2Q 20-18 3Q 27-17 4Q 14-10 | Sèrbia · Pts. Nenad Krstic amb 12 · Reb. Nenad Krstic amb 7 · Ass. 2 jugadors amb 6            | 84-59    |
| 09.09.11 18:00 | Siemens Arena, Vílnius | Alemanya · Pts. Chris Kaman amb 20 · Reb. 2 jugadors amb 7 · Ass. Heiko Schaffartzik amb 5             | 1Q 6-13 2Q 17-13 3Q 25-20 4Q 25-21  | Turquia · Pts. Omer Asik amb 19 · Reb. Omer Asik amb 11 · Ass. Hadayet Türkoğlu amb 3          | 73-67    |
| 09.09.11 21:00 | Siemens Arena, Vílnius | Lituània · Pts. Simas Jasaitis amb 13 · Reb. Paulius Jankunas amb 9 · Ass. Sarunas Jasikevicius amb 6  | 1Q 16-18 2Q 12-16 3Q 18-9 4Q 21-30  | França · Pts. Nando de Colo amb 21 · Reb. Joakim Noah amb 13 · Ass. Nicolas Batum amb 3        | 67-73    |
| 11.09.11 15:30 | Siemens Arena, Vílnius | Sèrbia · Pts. Milos Teodosic amb 20 · Reb. 2 jugadors amb 8 · Ass. Milos Teodosic amb 5                | 1Q 18-11 2Q 17-16 3Q 21-26 4Q 12-14 | Turquia · Pts. 2 jugadors amb 11 · Reb. Omer Asik amb 10 · Ass. 2 jugadors amb 2               | 68-67    |
| 11.09.11 18:00 | Siemens Arena, Vílnius | França · Pts. Kevin Seraphin amb 18 · Reb. Boris Diaw amb 5 · Ass. 2 jugadors amb 2                    | 1Q 22-21 2Q 16-18 3Q 10-29 4Q 21-28 | Espanya · Pts. Joan Carles Navarro amb 16 · Reb. Serge Ibaka amb 7 · Ass. Rudy Fernandez amb 6 | 69-96    |
| 11.09.11 21:00 | Siemens Arena, Vílnius | Lituània · Pts. Rimantas Kaukenas amb 19 · Reb. Simas Jasaitis amb 9 · Ass. Sarunas Jasikevicius amb 4 | 1Q 21-17 2Q 16-16 3Q 21-19 4Q 26-23 | Alemanya · Pts. Chris Kaman amb 25 · Reb. Chris Kaman amb 11 · Ass. Chris Kaman amb 2          | 84-75    |

### Grup F
| Equip              | J | G | P | T+  | T-  | DT  | PTS |
| ------------------ | - | - | - | --- | --- | --- | --- |
| Rússia             | 5 | 5 | 0 | 355 | 310 | +45 | 10  |
| Macedònia del Nord | 5 | 4 | 1 | 338 | 313 | +25 | 9   |
| Grècia             | 5 | 3 | 2 | 348 | 336 | +12 | 8   |
| Eslovènia          | 5 | 2 | 3 | 337 | 337 | +0  | 7   |
| Finlàndia          | 5 | 1 | 4 | 338 | 372 | -34 | 6   |
| Geòrgia            | 5 | 0 | 5 | 329 | 377 | -48 | 5   |

- Resultats

| Data Hora      | Pista                  | Partit | Partit                              | Partit                                                                                           | Resultat |
| -------------- | ---------------------- | --- | ----------------------------------- | ------------------------------------------------------------------------------------------------ | -------- |
| 08.09.11 15:30 | Siemens Arena, Vílnius | Geòrgia · Pts. Nikoloz Tskitishvili amb 20 · Reb. Nikoloz Tskitishvili amb 10 · Ass. George Tsintsadze amb 3 | 1Q 12-13 2Q 14-16 3Q 18-25 4Q 19-11 | Macedònia del Nord · Pts. Bo McCalebb amb 27 · Reb. Pero Antic amb 8 · Ass. Bo McCalebb amb 4    | 63-65    |
| 08.09.11 18:00 | Siemens Arena, Vílnius | Finlàndia · Pts. Shawn Huff amb 14 · Reb. 2 jugadors amb 7 · Ass. Kimmo Muurinen amb 3                       | 1Q 14-18 2Q 6-15 3Q 18-26 4Q 22-20  | Rússia · Pts. Andrei Kirilenko amb 14 · Reb. 2 jugadors amb 5 · Ass. Víktor Khriapa amb 11       | 60-79    |
| 08.09.11 21:00 | Siemens Arena, Vílnius | Eslovènia · Pts. Jaka Lakovic amb 14 · Reb. Mirza Begic amb 12 · Ass. Jaka Lakovic amb 3                     | 1Q 13-18 2Q 12-19 3Q 21-7 4Q 14-25  | Grècia · Pts. Nikos Zisis amb 19 · Reb. Kosta Koufos amb 8 · Ass. Kostas Vasileaidis amb 4       | 60-69    |
| 10.09.11 15:30 | Siemens Arena, Vílnius | Geòrgia · Pts. Víktor Sanikidze amb 16 · Reb. Víktor Sanikidze amb 9 · Ass. Giorgi Gamqrelidze amb 5         | 1Q 13-22 2Q 20-14 3Q 19-25 4Q 21-26 | Finlàndia · Pts. Mikko Koivisto amb 14 · Reb. Kimmo Muurinen amb 9 · Ass. Teemu Rannikko amb 6   | 73-87    |
| 10.09.11 18:00 | Siemens Arena, Vílnius | Macedònia del Nord · Pts. Bo McCalebb amb 19 · Reb. Pero Antic amb 6 · Ass. Vlado Ilievski amb 5             | 1Q 20-16 2Q 19-15 3Q 15-11 4Q 14-17 | Eslovènia · Pts. Goran Dragic amb 20 · Reb. 2 jugadors amb 7 · Ass. Goran Dragic amb 3           | 68-59    |
| 10.09.11 21:00 | Siemens Arena, Vílnius | Grècia · Pts. Kosta Koufos amb 15 · Reb. 2 jugadors amb 4 · Ass. Giannis Burusis amb 3                       | 1Q 16-15 2Q 23-27 3Q 18-23 4Q 10-18 | Rússia · Pts. Timofei Mozgov amb 19 · Reb. Víktor Khriapa amb 7 · Ass. 2 jugadors amb 5          | 67-83    |
| 12.09.11 15:30 | Siemens Arena, Vílnius | Eslovènia · Pts. Erazem Lorbek amb 14 · Reb. 2 jugadors amb 8 · Ass. Goran Dragic amb 4                      | 1Q 14-12 2Q 28-16 3Q 12-20 4Q 13-12 | Finlàndia · Pts. Petteri Koponen amb 14 · Reb. Tuukka Kotti amb 7 · Ass. Petteri Koponen amb 3   | 67-60    |
| 12.09.11 18:00 | Siemens Arena, Vílnius | Grècia · Pts. Kostas Vasileaidis amb 15 · Reb. Andonis Fotsis amb 4 · Ass. Michael Bramos amb 3              | 1Q 12-13 2Q 20-22 3Q 19-12 4Q 22-13 | Geòrgia · Pts. 2 jugadors amb 11 · Reb. Giorgi Shermadini amb 14 · Ass. Giorgi Gamqrelidze amb 3 | 73-60    |
| 12.09.11 21:00 | Siemens Arena, Vílnius | Rússia · Pts. Alexey Shved amb 14 · Reb. Andrei Vorontsévitx amb 8 · Ass. Alexey Shved amb 4                 | 1Q 19-20 2Q 18-14 3Q 14-15 4Q 12-12 | Macedònia del Nord · Pts. Bo McCalebb amb 16 · Reb. Pero Antic amb 10 · Ass. Pero Antic amb 5    | 63-61    |

## Fase final
|  | Quarts de final         | Quarts de final         |                         |        | Semifinals         | Semifinals  |  |  | Final                   | Final |
|  |                         |                         |                         |        |                    |             |  |  |                         |       |
|  | 14 de setembre - Kaunas |                         |                         |        |                    |             |  |  |                         |       |
|  |                         |                         |                         |        |                    |             |  |  |                         |       |
|  | Espanya                 | 86                      |                         |        |                    |             |  |  |                         |       |
|  | Espanya                 | 86                      | 16 de setembre - Kaunas |        |                    |             |  |  |                         |       |
|  | Eslovènia               | 64                      |                         |        |                    |             |  |  |                         |       |
|  | Eslovènia               | 64                      | Espanya                 | 92     |                    |             |  |  |                         |       |
|  | 14 de setembre - Kaunas |                         | Espanya                 | 92     |                    |             |  |  |                         |       |
|  |                         | Macedònia del Nord      | 80                      |        |                    |             |  |  |                         |       |
|  | Macedònia del Nord      | Macedònia del Nord      | 80                      | 67     |                    |             |  |  |                         |       |
|  | Macedònia del Nord      |                         | 18 de setembre - Kaunas | 67     |                    |             |  |  |                         |       |
|  | Lituània                | 65                      |                         |        |                    |             |  |  |                         |       |
|  | Lituània                | 65                      | Espanya                 | 98     |                    |             |  |  |                         |       |
|  | 15 de setembre - Kaunas |                         | Espanya                 | 98     |                    |             |  |  |                         |       |
|  |                         | França                  | 85                      |        |                    |             |  |  |                         |       |
|  | França                  | França                  | 85                      | 64     |                    |             |  |  |                         |       |
|  | França                  | 16 de setembre - Kaunas |                         | 64     |                    |             |  |  |                         |       |
|  | Grècia                  | 56                      |                         |        |                    |             |  |  |                         |       |
|  | Grècia                  | 56                      | França                  | 79     | Tercer lloc        | Tercer lloc |  |  |                         |       |
|  | 15 de setembre - Kaunas |                         | França                  | 79     | Tercer lloc        | Tercer lloc |  |  |                         |       |
|  |                         | Rússia                  | 71                      |        |                    |             |  |  |                         |       |
|  | Rússia                  | Rússia                  | 71                      | 77     | Macedònia del Nord | 68          |  |  |                         |       |
|  | Rússia                  |                         |                         | 77     | Macedònia del Nord | 68          |  |  |                         |       |
|  | Sèrbia                  | 67                      |                         | Rússia | 72                 |             |  |  |                         |       |
|  | Sèrbia                  | 67                      |                         |        | 72                 |             |  |  |                         |       |
|  |                         |                         |                         |        |                    |             |  |  | 18 de setembre - Kaunas |       |
|  |                         |                         |                         |        |                    |             |  |  |                         |       |

### Quarts de final
| Data Hora      | Pista                  | Partit | Partit                              | Partit                                                                                                   | Resultat |
| -------------- | ---------------------- | --- | ----------------------------------- | --- | -------- |
| 14.09.11 18:00 | Žalgiris Arena, Kaunas | Espanya · Pts. Joan Carles Navarro amb 26 · Reb. Pau Gasol amb 16 · Ass. 4 jugadors amb 3                 | 1Q 16-23 2Q 19-8 3Q 36-14 4Q 15-19  | Eslovènia · Pts. Goran Dragic amb 14 · Reb. 2 jugadors amb 5 · Ass. Samo Udrich amb 3                    | 86-64    |
| 14.09.11 21:00 | Žalgiris Arena, Kaunas | Macedònia del Nord · Pts. Bo McCalebb amb 23 · Reb. Pedrag Samardziski amb 10 · Ass. Vlado Ilievski amb 3 | 1Q 18-20 2Q 12-14 3Q 19-18 4Q 18-13 | Lituània · Pts. Robertas Javtokas amb 13 · Reb. Mantas Kalnietis amb 9 · Ass. Sarunas Jasikevicius amb 5 | 67-65    |
| 15.09.11 18:00 | Žalgiris Arena, Kaunas | França · Pts. Plantilla:Tony Parker amb 18 · Reb. Joakim Noah amb 8 · Ass. 2 jugadors amb 3               | 1Q 14-17 2Q 13-14 3Q 13-12 4Q 24-13 | Grècia · Pts. Giannis Burusis amb 17 · Reb. Giannis Burusis amb 11 · Ass. Nikos Zisis amb 5              | 64-56    |
| 15.09.11 21:00 | Žalgiris Arena, Kaunas | Rússia · Pts. Andrei Kirilenko amb 14 · Reb. Andrei Kirilenko amb 11 · Ass. Andrei Kirilenko amb 6        | 1Q 16-12 2Q 18-15 3Q 20-21 4Q 23-19 | Sèrbia · Pts. Milos Teodosic amb 20 · Reb. 2 jugadors amb 5 · Ass. 2 jugadors amb 3                      | 77-67    |

### 5è i 8è lloc
| Data Hora      | Pista                  | Partit                                                                                   | Partit                              | Partit                                                                                                   | Resultat |
| -------------- | ---------------------- | ---------------------------------------------------------------------------------------- | ----------------------------------- | --- | -------- |
| 15.09.11 15:30 | Žalgiris Arena, Kaunas | Eslovènia · Pts. 2 jugadors amb 16 · Reb. Matjas Smodis amb 6 · Ass. 2 jugadors amb 4    | 1Q 20-19 2Q 13-25 3Q 24-19 4Q 20-17 | Lituània · Pts. Mantas Kalnietis amb 17 · Reb. Jonas Valanciunas amb 6 · Ass. Sarunas Jasikevisius amb 7 | 77-80    |
| 16.09.11 15:00 | Žalgiris Arena, Kaunas | Grècia · Pts. Giannis Burusis amb 27 · Reb. 2 jugadors amb 8 · Ass. Nick Calathes amb 10 | 1Q 34-8 2Q 14-18 3Q 16-22 4Q 23-29  | Sèrbia · Pts. Marko Keselj amb 22 · Reb. 3 jugadors amb 4 · Ass. Milos Teodosic amb 7                    | 87-77    |

### Semifinals
| Data Hora      | Pista                  | Partit                                                                                    | Partit                              | Partit                                                                                        | Resultat |
| -------------- | ---------------------- | ----------------------------------------------------------------------------------------- | ----------------------------------- | --------------------------------------------------------------------------------------------- | -------- |
| 16.09.11 18:00 | Žalgiris Arena, Kaunas | Espanya · Pts. Joan Carles Navarro amb 35 · Reb. Pau Gasol amb 17 · Ass. Marc Gasol amb 5 | 1Q 26-18 2Q 18-27 3Q 27-17 4Q 21-18 | Macedònia del Nord · Pts. Bo McCalebb amb 25 · Reb. Pero Antic amb 9 · Ass. Bo McCalebb amb 5 | 92-80    |
| 16.09.11 21:00 | Žalgiris Arena, Kaunas | França · Pts. Tony Parker amb 22 · Reb. Joakim Noah amb 8 · Ass. Nicolas Batum amb 4      | 1Q 17-16 2Q 22-18 3Q 16-13 4Q 24-24 | Rússia · Pts. Andrei Kirilenko amb 21 · Reb. Timofei Mozgov amb 4 · Ass. Víktor Khriapa amb 5 | 79-71    |

### 7è i 8è lloc
| Data Hora      | Pista                  | Partit                                                                                 | Partit                             | Partit                                                                                  | Resultat |
| -------------- | ---------------------- | -------------------------------------------------------------------------------------- | ---------------------------------- | --------------------------------------------------------------------------------------- | -------- |
| 17.09.11 18:00 | Žalgiris Arena, Kaunas | Eslovènia · Pts. Goran Dragic amb 21 · Reb. Mirza Begic amb 9 · Ass. Saso Ozbolt amb 4 | 1Q 27-20 2Q 17-19 3Q 20-12 4Q 8-17 | Sèrbia · Pts. Kosta Perovic amb 13 · Reb. Nemanja Bjelica amb 9 · Ass. 2 jugadors amb 5 | 72-68    |

### 5è i 6è lloc
| Data Hora      | Pista                  | Partit                                                                                               | Partit                              | Partit                                                                                     | Resultat |
| -------------- | ---------------------- | --- | ----------------------------------- | ------------------------------------------------------------------------------------------ | -------- |
| 17.09.11 21:00 | Žalgiris Arena, Kaunas | Lituània · Pts. Martynas Pocius amb 13 · Reb. Robertas Javtokas amb 10 · Ass. Mantas Kalnietis amb 3 | 1Q 14-20 2Q 18-17 3Q 24-11 4Q 17-21 | Grècia · Pts. Nick Calathes amb 16 · Reb. Andonis Fotsis amb 10 · Ass. Nick Calathes amb 7 | 73-69    |

### 3r i 4t lloc
| Data Hora      | Pista                  | Partit                                                                                           | Partit                              | Partit                                                                                      | Resultat |
| -------------- | ---------------------- | ------------------------------------------------------------------------------------------------ | ----------------------------------- | ------------------------------------------------------------------------------------------- | -------- |
| 18.09.11 17:30 | Žalgiris Arena, Kaunas | Macedònia del Nord · Pts. Bo McCalebb amb 22 · Reb. Pero Antic amb 5 · Ass. Vlado Ilievski amb 4 | 1Q 13-17 2Q 17-19 3Q 20-16 4Q 18-20 | Rússia · Pts. Andrei Kirilenko amb 18 · Reb. Serguei Mónia amb 8 · Ass. Serguei Bíkov amb 5 | 68-72    |

### Final
| Data Hora      | Pista                  | Partit                                                                                             | Partit                              | Partit                                                                            | Resultat |
| -------------- | ---------------------- | -------------------------------------------------------------------------------------------------- | ----------------------------------- | --------------------------------------------------------------------------------- | -------- |
| 18.09.11 21:00 | Žalgiris Arena, Kaunas | Espanya · Pts. Joan Carles Navarro amb 27 · Reb. Pau Gasol amb 10 · Ass. Joan Carles Navarro amb 5 | 1Q 25-20 2Q 25-21 3Q 25-21 4Q 23-23 | França · Pts. Tony Parker amb 26 · Reb. Joakim Noah amb 8 · Ass. Boris Diaw amb 7 | 98-85    |

## Classificació final
| Posició | Equip                | Balanç |
| ------- | -------------------- | ------ |
| 1       | Espanya              | 10−1   |
| 2       | França               | 9−2    |
| 3       | Rússia               | 10−1   |
| 4       | Macedònia del Nord   | 7−4    |
| 5       | Lituània             | 8−3    |
| 6       | Grècia               | 7−4    |
| 7       | Eslovènia            | 6−5    |
| 8       | Sèrbia               | 5−6    |
| 9       | Alemanya             | 4−4    |
| 9       | Finlàndia            | 3–5    |
| 11      | Turquia              | 3−5    |
| 11      | Geòrgia              | 2–6    |
| 13      | Croàcia              | 2–3    |
| 13      | Bulgària             | 2–3    |
| 13      | Regne Unit           | 2–3    |
| 13      | Israel               | 2–3    |
| 17      | Ucraïna              | 2–3    |
| 17      | Polònia              | 2–3    |
| 17      | Bòsnia i Hercegovina | 2–3    |
| 17      | Itàlia               | 1–4    |
| 21      | Montenegro           | 1–4    |
| 21      | Letònia              | 0–5    |
| 21      | Bèlgica              | 0–5    |
| 21      | Portugal             | 0–5    |